# Learned
Learned é uma cidade  localizada no estado americano de Mississippi, no Condado de Hinds.

## Demografia
Segundo o censo americano de 2000, a sua população era de 50 habitantes.
Em 2006, foi estimada uma população de 47, um decréscimo de 3 (-6.0%).

## Geografia
De acordo com o United States Census Bureau tem uma área de
0,8 km², dos quais 0,8 km² cobertos por terra e 0,0 km² cobertos por água. Learned localiza-se a aproximadamente 95 m acima do nível do mar.

## Localidades na vizinhança
O diagrama seguinte representa as localidades num raio de 28 km ao redor de Learned.